# Bastide

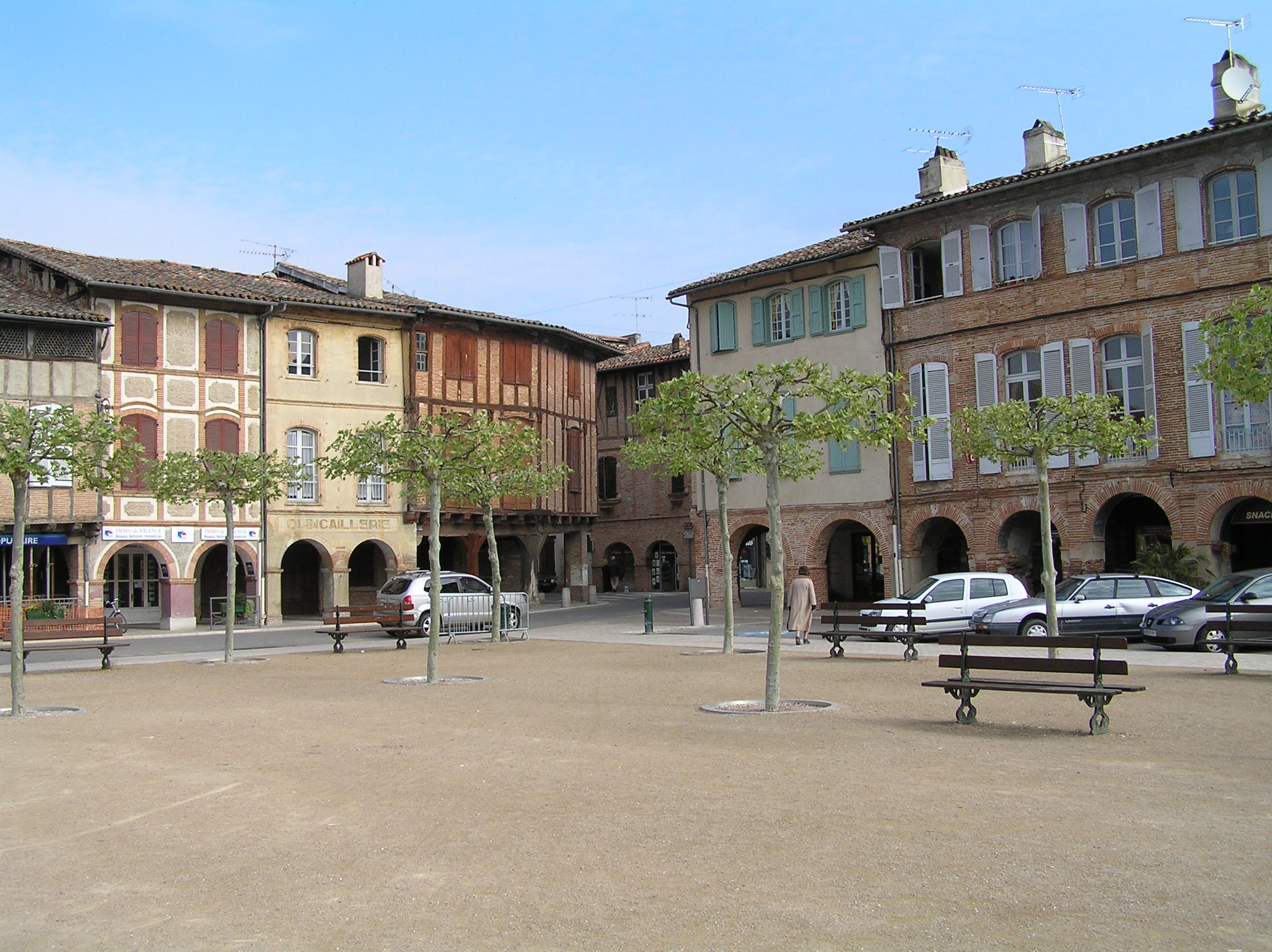
Lisle-sur-Tarn (Tarn)

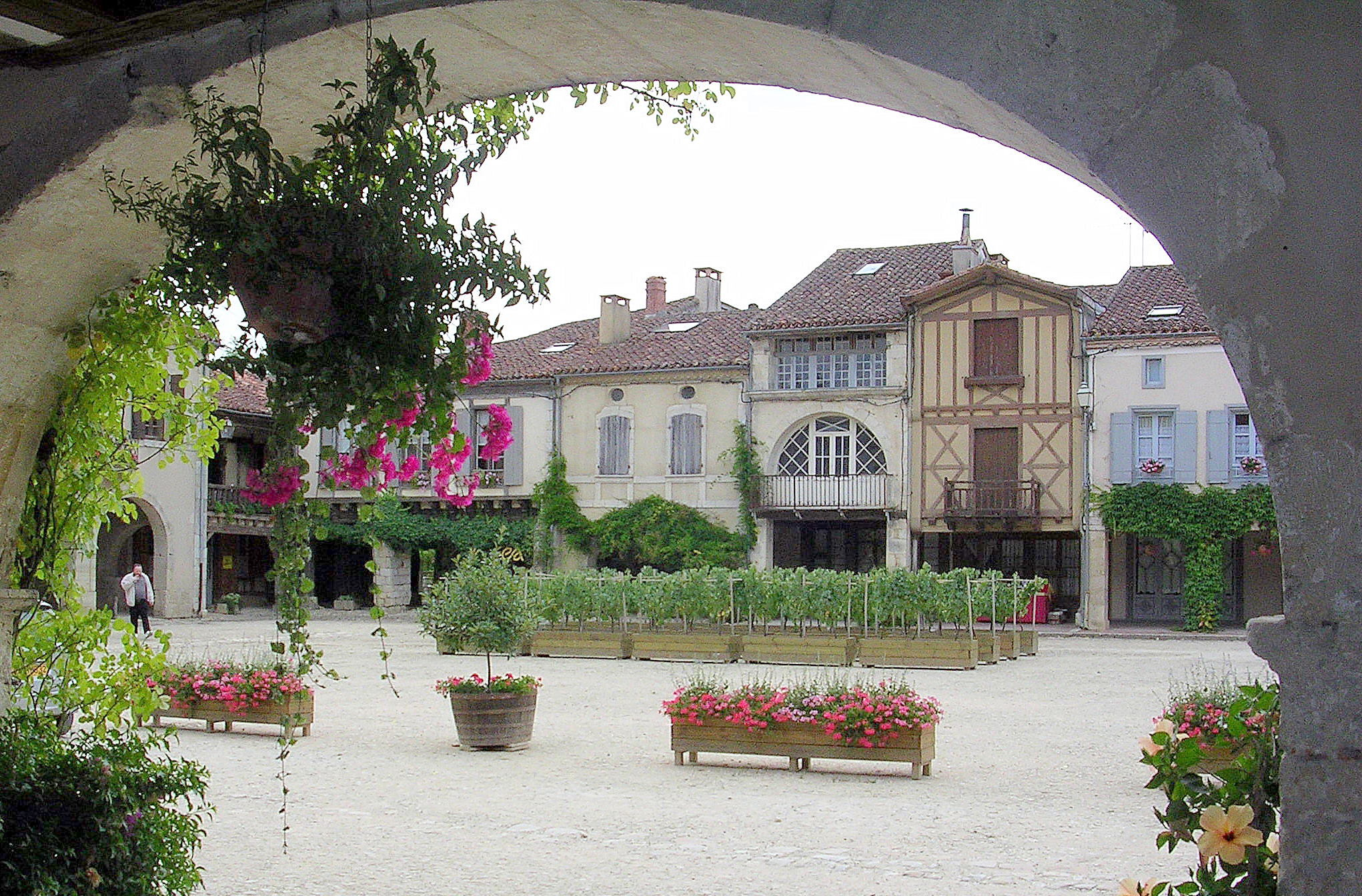
Labastide-d’Armagnac (Landes)

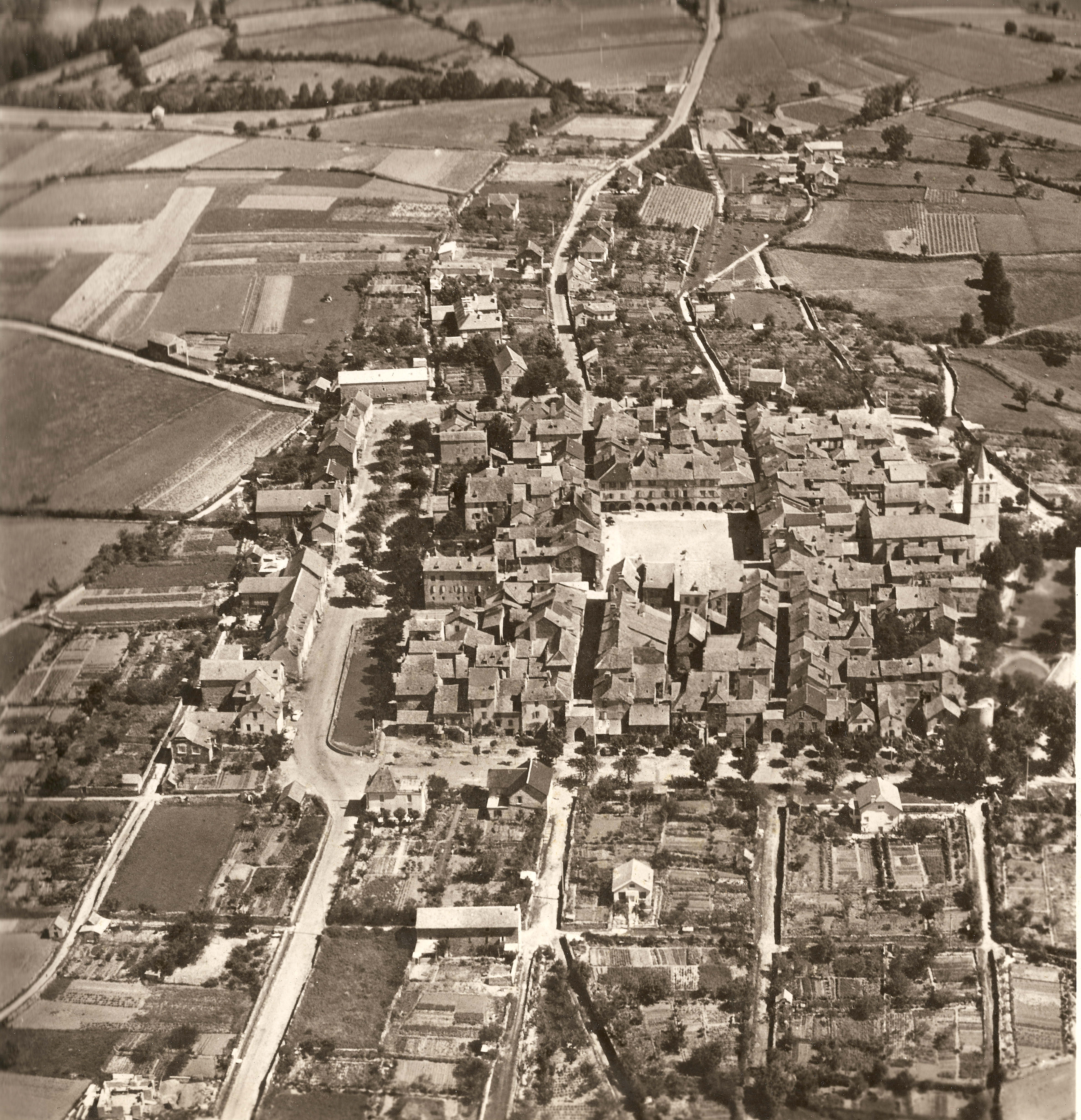
Sauveterre-de-Rouergue (Aveyron)

Bastide (okzitanisch bastida zu bastir = „bauen“) ist die Bezeichnung für die im Mittelalter gegründeten und weitgehend in einem Zug erbauten Städte Okzitaniens, d. h. im Südwesten Frankreichs. Ihre Gründung folgte wirtschaftlichen, politischen oder militärischen Überlegungen.

## Merkmale
Kennzeichnendes Merkmal für die rund 400 hauptsächlich zwischen den Jahren 1222 und 1373 entstandenen Dorf- und Stadtanlagen ist ein streng rechtwinkliges Straßenraster mit einem zentralen Marktplatz, der von Häusern mit Arkadengängen gesäumt wird. Außerdem ist die verteidigungsstrategisch günstige Lage auf einer Kuppe oder einem gegenüber dem umliegenden Landschaftsprofil erhabenen Plateau charakteristisch. Bekannte Bastiden sind unter anderem Carcassonne (nicht jedoch die Festungsanlage, die außerhalb des Bereiches der ursprünglichen Bastide liegt) sowie die andorranische Hauptstadt Andorra la Vella. Als größte Bastide gilt heute Villeneuve-sur-Lot in der französischen Region Nouvelle-Aquitaine. Rechtlich waren die Bastiden bei der Gründung befestigte Dörfer mit Marktrecht.

## Geschichtlicher Hintergrund
Die Bastiden entstanden zunächst als Reaktion auf die Auseinandersetzungen zwischen Frankreich und England seit der Heirat von Henry Plantagenet, dem späteren König Heinrich II. von England, mit Eleonore, der Erbin von Aquitanien im Jahr 1152 und dann auch auf die Entvölkerung weiter Gebiete Okzitaniens durch die Albigenserkriege (1209–1229). Dadurch war ein großer Teil West- und Südfrankreichs unter englische Herrschaft geraten. Die Bastiden sollten der durch Raubüberfälle und Kriege bedrohten Landbevölkerung Schutz in einer neu errichteten und bewehrten Dorfanlage bieten; gleichzeitig dokumentierten sie die Präsenz und Verteidigungsbereitschaft des jeweiligen Landesfürsten. Die Engländer gründeten in dem von ihnen besetzten Gebiet ihrerseits ebenfalls Bastiden. Viele der späteren Bastiden wurden als Gemeinschaftsprojekte (paréages) zwischen den regionalen weltlichen und kirchlichen Machthabern geplant und durchgeführt (z. B. Beaumont-de-Lomagne, Grenade, Gimont, Beauregard (Lot) u. a.)

## Frühe Bastiden
Mehrere Bastiden streiten sich darum, welche die erste war: Die Gründungen von Mont-de-Marsan (1133) und von Montauban (1144) werden heute meist als isolierte Ereignisse angesehen; Saint-Félix-Lauragais (1167) und Lauzerte (1194) gelten ebenfalls als Vorläufer. Man neigt heute eher zu der Ansicht, dass die Gründungen von Cordes-sur-Ciel und Castelnau-de-Montmiral im Jahr 1222 durch Raimund VII. am Anfang der über 400 Bastiden in Südwestfrankreich standen, da kurz danach eine wahre Gründungswelle einsetzte.

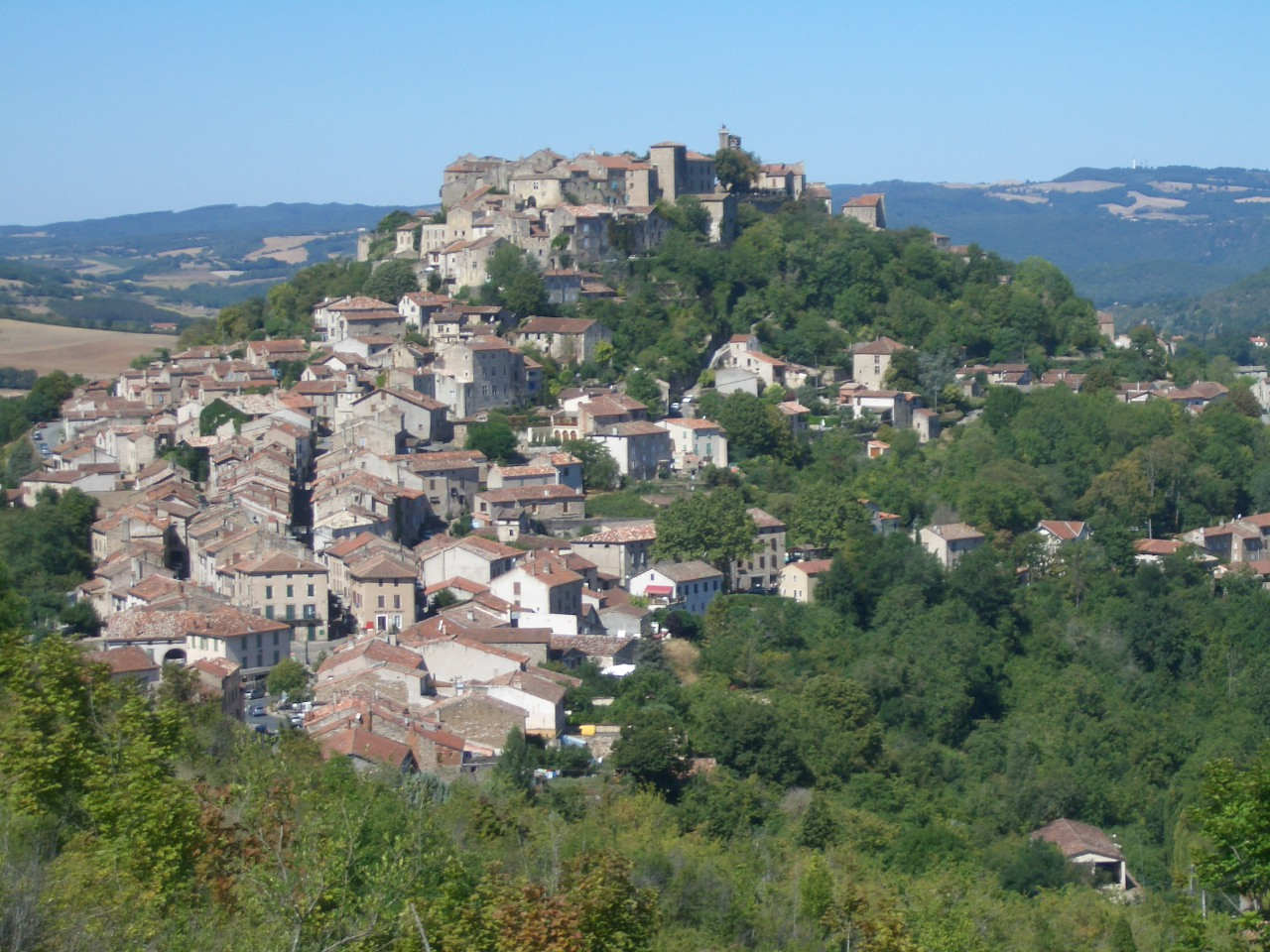
Cordes-sur-Ciel (Tarn)

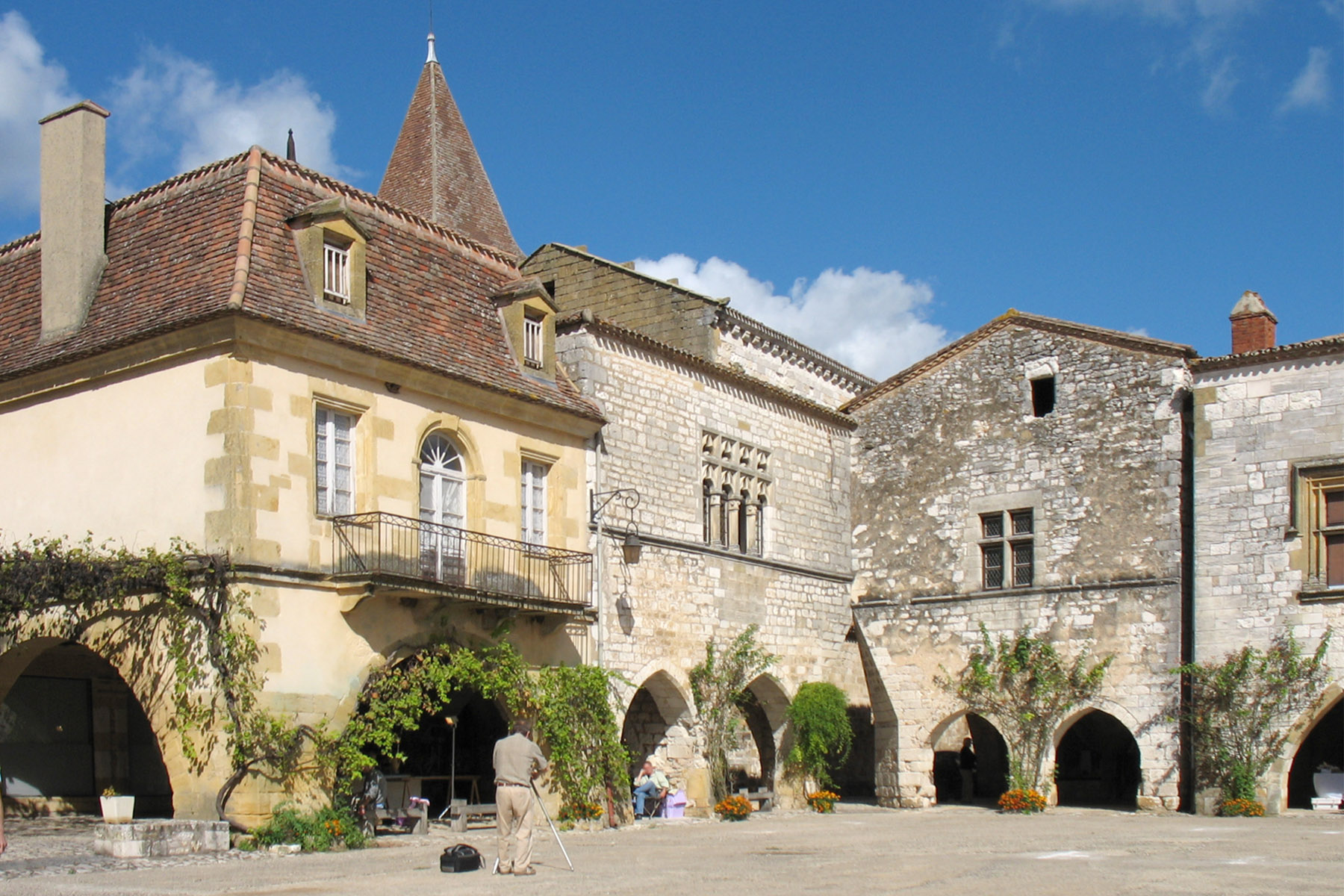
Monpazier (Dordogne)

## Gründer von Bastiden
- Grafen von Toulouse: Raimund VII. und Alfons von Poitiers
- Könige von Frankreich: Ludwig IX., Philipp III. (der Kühne) und Philipp IV. (der Schöne)
- Könige von England: Heinrich III., Edward I., Edward II. und Edward III.
- Seneschälle: Doat Alaman, Eustache de Beaumarchais und Jean I. de Grailly
- Lokalfürsten: Grafen von Foix, Grafen von Comminges, Grafen von Astarac
- religiöse Machthaber: Bischöfe oder Abteien

## Bastiden nach Département (Auswahl)
- Ariège: Mirepoix, Roquefixade
- Aude: Carcassonne
- Aveyron: Sauveterre-de-Rouergue
- Dordogne: Domme, Monpazier
- Gard: Aigues-Mortes
- Gers: Fourcès, Cologne, Mauvezin

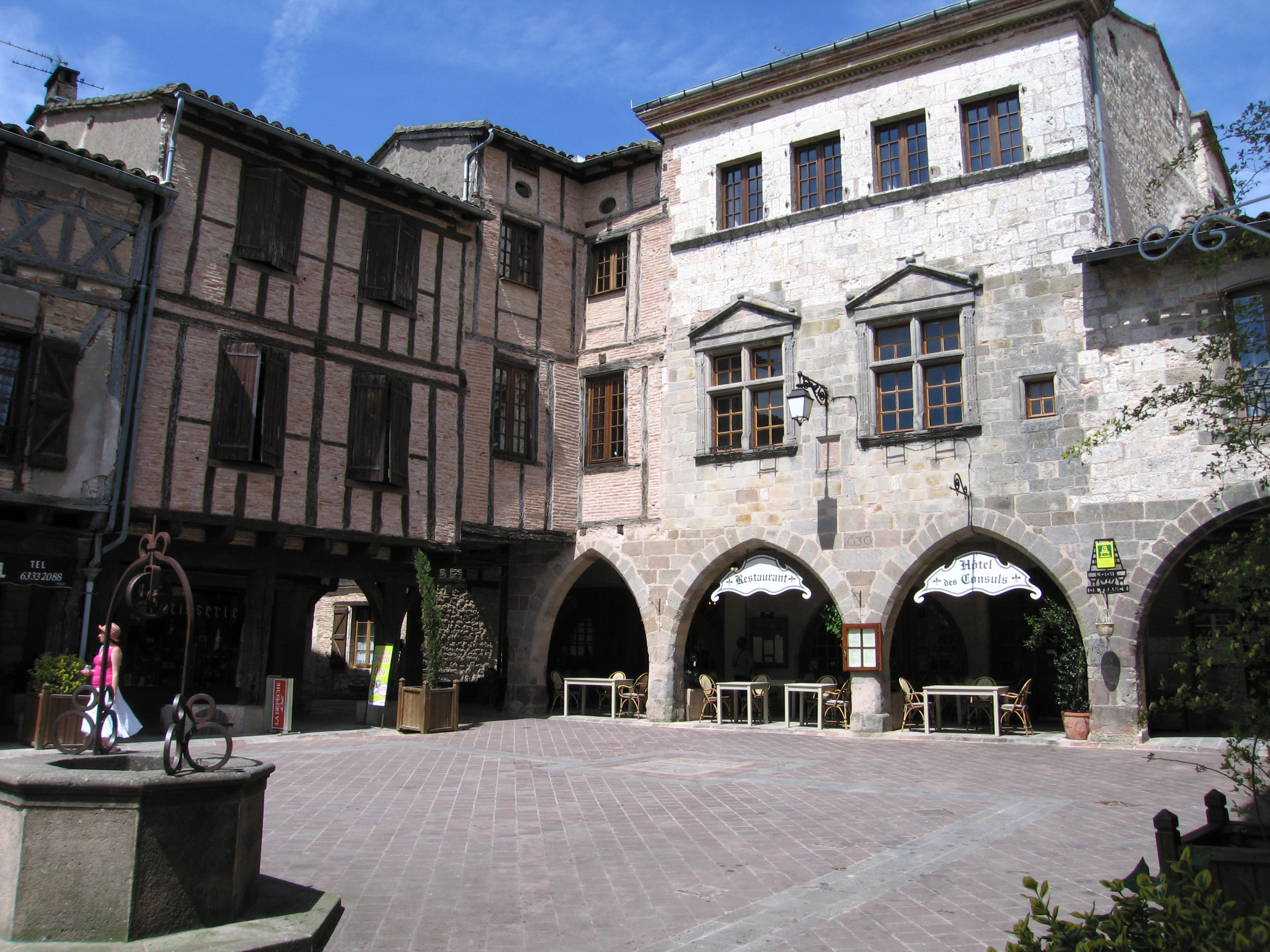
Castelnau-de-Montmiral (Tarn)

- Haute Garonne: Villefranche-de-Lauragais, Boussens
- Gironde: Libourne, Sainte-Foy-la-Grande
- Landes: Labastide-d’Armagnac
- Lot:
- Lot-et-Garonne: Vianne,  Villeneuve-sur-Lot
- Tarn: Cordes-sur-Ciel, Lisle-sur-Tarn
- Tarn-et-Garonne: Montauban, Beaumont-de-Lomagne

## Sonstiges
Die Bastiden Okzitaniens (insbesondere Labastide-d’Armagnac) waren möglicherweise Vorbilder für die auf quadratischem oder rechteckigen Grundriss angelegten und von Arkadenhäusern umstandenen Stadtplätze im Norden Frankreichs im 17. Jahrhundert und später (siehe Place des Vosges in Paris).